# Nam Tha
Nam Tha (laot. ນໍ້າທາ) – rzeka w północno-zachodnim Laosie o długości 215 km. Nam Tha stanowi jeden z 12 głównych dopływów Mekongu. Wypływa spod granicy chińsko-laotańskiej i biegnie w kierunku południowego zachodu, wpada do Mekongu w miejscu oddalonym o 32 km od Ban Houayxay. Żegluga na Nam Tha jest ograniczona. W pobliżu rzeki znajdują się złoża miedzi, szafirów, cyrkonu i złoża aluwialne złota.